# Turistická značená trasa 7263
 Turistická značená trasa 7263 je 7,2 km dlouhá žlutě značená trasa Klubu českých turistů v okrese Rychnov nad Kněžnou spojující Bartošovice v Orlických horách s vyhlídkou na Vysokém Kořeni. Její převažující směr je severní. Trasa vede po území CHKO Orlické hory.

## Průběh trasy
Turistická značená trasa 7263 má svůj počátek v centru Bartošovic v Orlických horách, kde okamžitě vstupuje do souběhu se zeleně značenou trasou 4232 z Rokytnice v Orlických horách do Žamberka. Společně klesají východním směrem zástavbou obce k Divoké Orlici, kde souběh končí. Trasa 7263 mění směr na severní a nejprve sestupuje k hraničnímu přechodu do polského Niemojówa. Dále pokračuje převážně po lučních cestách a pěšinách údolím Divoké Orlice do Vrchní Orlice. Zde vede krátce po silnici II/311 a poté stoupá opět luční cestou k severozápadu na Vysoký Kořen, kde končí na rozcestí s modře značenou trasou 1850 z Rokytnice v Orlických horách do Neratova.

## Turistické zajímavosti na trase
- Kostel svaté Máří Magdaleny v Bartošovicích
- Sochy svatého Jana Nepomuckého v Bartošovicích
- Pomník Josefa Navrátila ve Vrchní Orlici
- Kostel svatého Jana Nepomuckého ve Vrchní Orlici
- Pomník padlým v první světové válce ve Vrchní Orlici
- Vyhlídka na Vysokém Kořeni
- Kaple svatého Huberta na Vysokém Kořeni

## Historie
Turistická trasa měla dříve zcela jiné trasování. Z Bartošovic v Orlických horách do Vrchní Orlice vedla čistě po silnici II/311 a na její počátku odbočovala vlevo na cestu vedoucí roztroušenou zástavbou podél potoka Hadince do stejnojmenné osady na rozcestí s trasou 1850.